# Gaoguanzhai
Gaoguanzhai (kinesiska: 高官寨镇, 高官寨) är en köping i Kina. Den ligger i provinsen Shandong, i den östra delen av landet, omkring 41 kilometer nordost om provinshuvudstaden Jinan. Antalet invånare är 49 512. Befolkningen består av 24 588 kvinnor och 24 924 män. Barn under 15 år utgör 16,0 %, vuxna 15-64 år 71 %, och äldre över 65 år 11,0 %.
Genomsnittlig årsnederbörd är 841 millimeter. Den regnigaste månaden är juli, med i genomsnitt 315 mm nederbörd, och den torraste är januari, med 6 mm nederbörd.